# 四季野愛
四季野 愛（しきの あい、1982年12月15日 - ）は京都府出身の元ストリッパー、
2004年7月1日に所属先の池袋ミカド劇場にてデビュー。
身長163cm・スリーサイズはB88・W62・H90・血液型はAB型。
2005年12月に公式ホームページ（閉鎖）にて引退を前提とした休業を公表。2006年3月20日の池袋ミカド劇場が最終出演となった。
趣味は漫画の購読とTVゲーム。
サーティワンのアイスクリームが好物である。